# Marc Letori Plancià
Marc Letori Plancià (llatí: Marcus Laetorius Plancianus) va ser un magistrat romà del segle iii aC.
Va ser magister equitum del dictador Quint Ogulni Gal l'any 257 aC, segons diuen els Fasti Capitolini.